# GI Водолея
GI Водолея (лат. GI Aquarii) — двойная затменная переменная звезда типа Беты Лиры (EB:) в созвездии Водолея на расстоянии (вычисленном из значения параллакса) приблизительно 11113 световых лет (около 3407 парсеков) от Солнца. Видимая звёздная величина звезды — от +14,2m до +13,8m. Орбитальный период — около 3,1378 суток.

## Характеристики
Первый компонент — жёлто-белая звезда спектрального класса F. Эффективная температура — около 6304 К.